# Castelul Tobias din Boarta

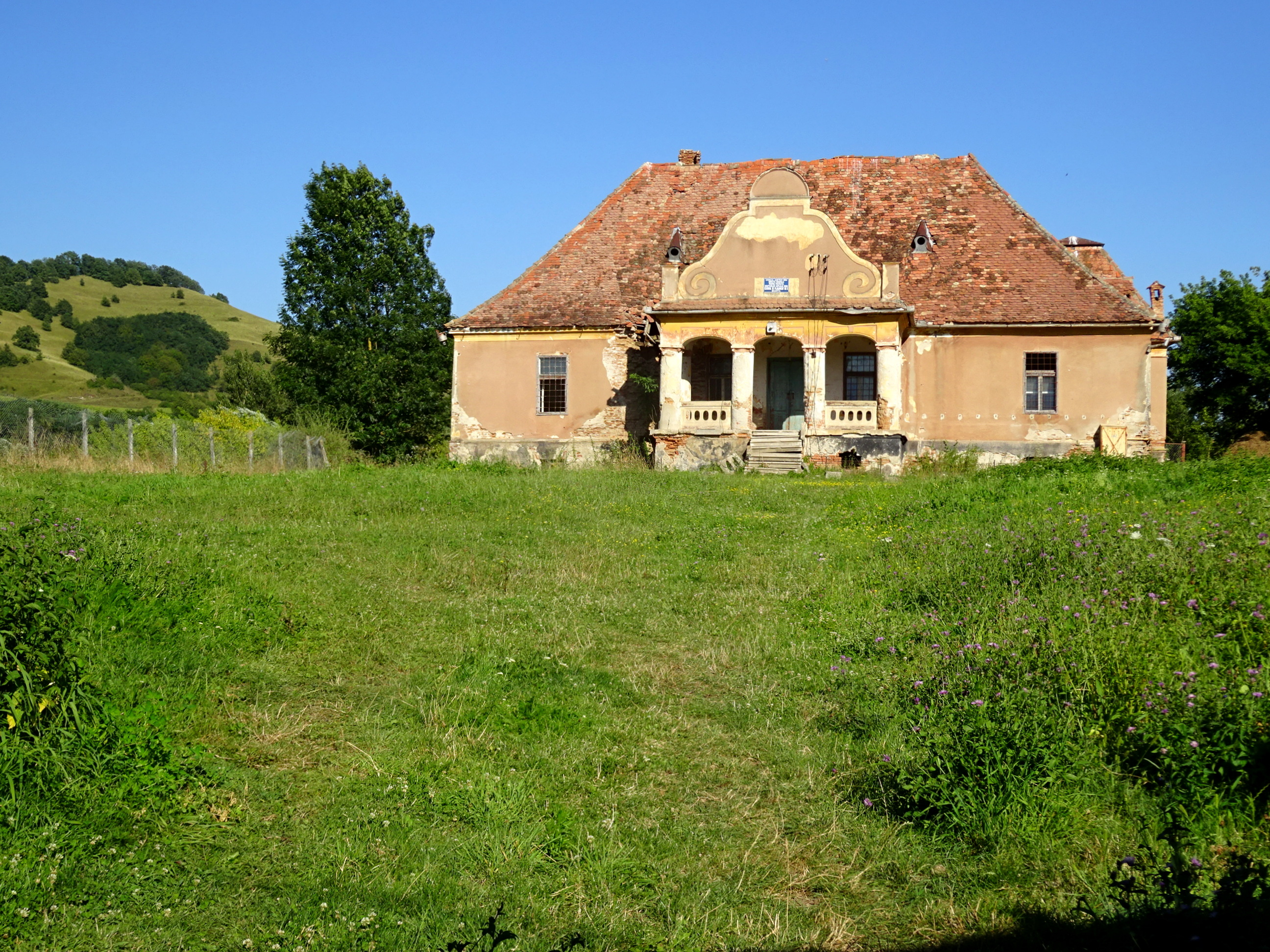
Castelul și împrejurimile

Castelul Tobias este un monument istoric aflat pe teritoriul satului Boarta; comuna Șeica Mare, județul Sibiu.

## Istoric
Castelul în stil baroc a fost construit de groful maghiar Tobias în anul 1770 pe valea Buii, în actualul sat Boarta. Alături de cel de la Buia reprezentau repere ale arhitecurii maghiare din zonă.
Castelul a găzduit și petrecerile grofului Tobias. Istoria orală locală relata despre dezmățul și orgiile sexuale ale grofului și ale urmașilor săi. În comunism, după naționalizare, Castelul Tobias a devenit orfelinat, ca și alte castele confiscate de Statul Român. În anul 2000 Centrul nr. 5 Boarta a fost desființat și clădirea predată Primăriei Șeica Mare, care l-a cedat înapoi Consiliului Județean Sibiu. În 2011 s-a încercat concesionarea castelului fără success, pentru că era deja în stare de ruină, în condițiile în care după 1990 nu s-a mai investit acolo nici un leu.
În cele din urmă, Castelul Tobias din Boarta a fost vândut la licitație în anul 2020, obiectivele de viitor asumate de investitori fiind, între altele: restaurarea construcției existente din punct de vedere al arhitecturii și al pieselor de mobilier existente; includerea clădirii cu valoare de monument istoric, în circuitul turistic românesc; înfiintarea unui centru educațional pentru persoane de toate vârstele.
În acest moment (2023), clădirea e tot nerestaurată. 

## Structura imobilului
Imobilul este compus din 2 pavilioane prevăzute cu demisol și parter înalt, cu o suprafață utilă de aproximativ 600 mp. La demisol sunt 11 încăperi, din care 6 pivnițe, o bucătărie, o sală de cazan și o spălătorie. Parterul cuprinde 16 încăperi, 11 fiind camere, un grup sanitar, două holuri și porticul intrării.

## Imagini din exterior

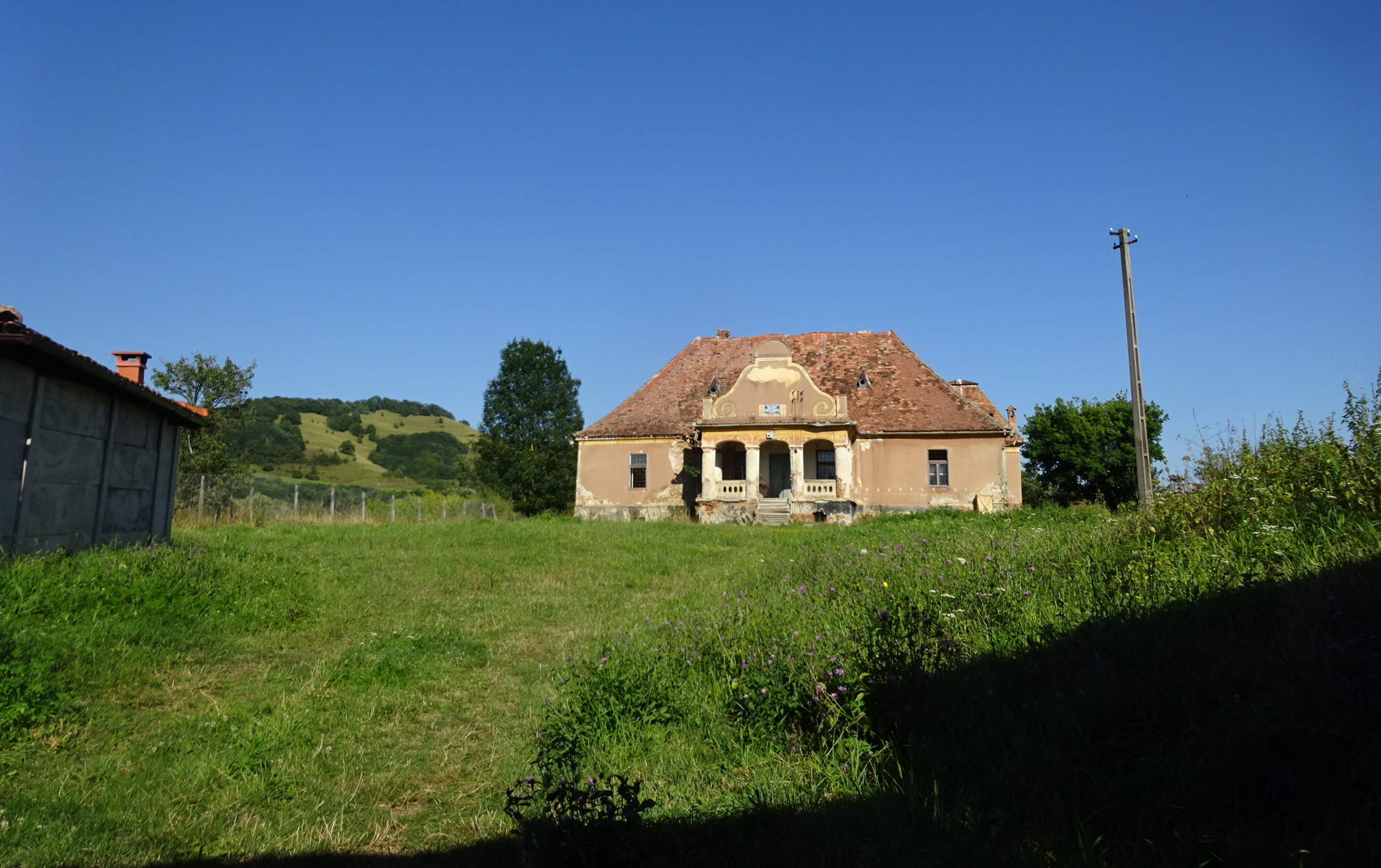
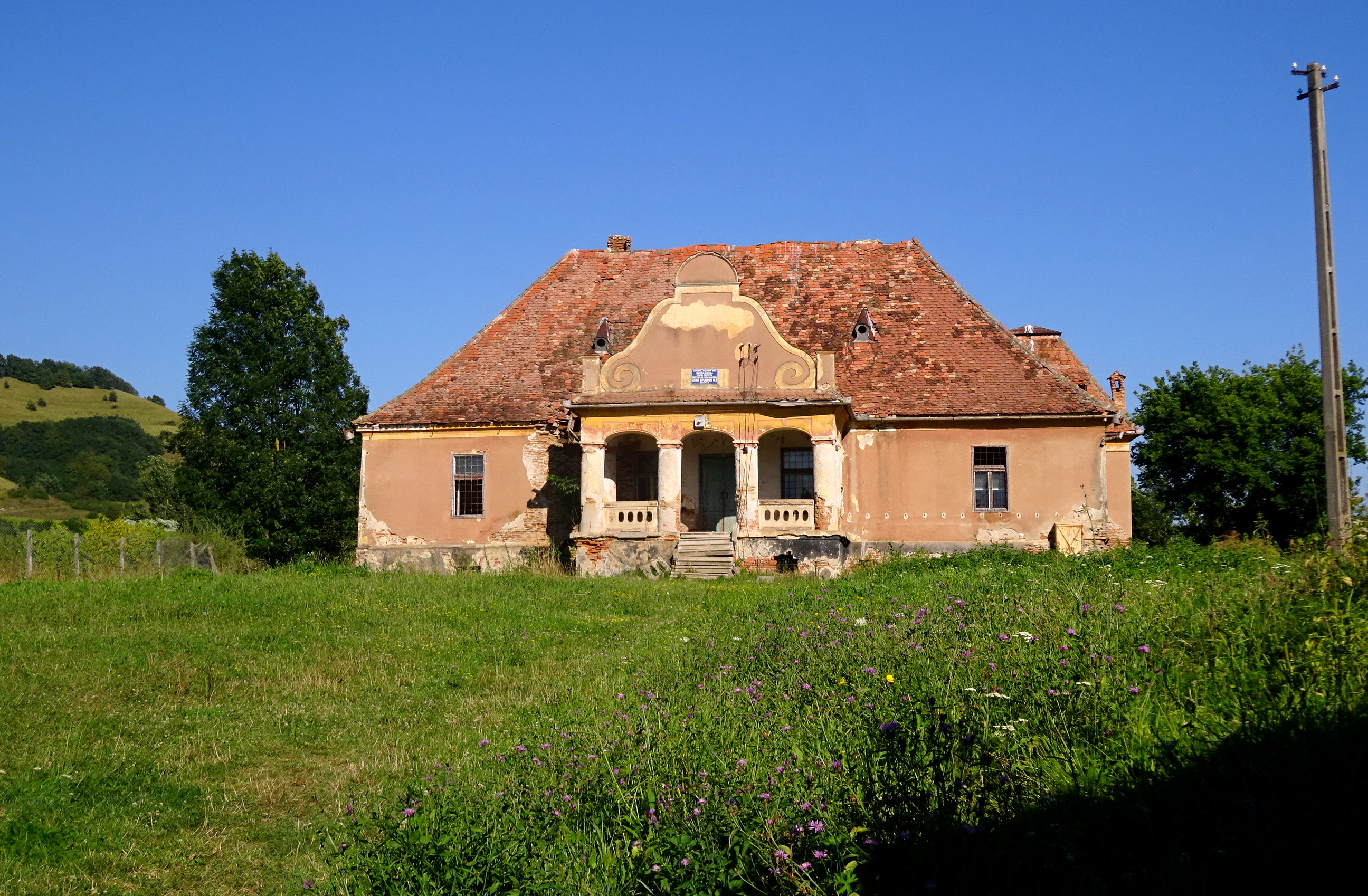
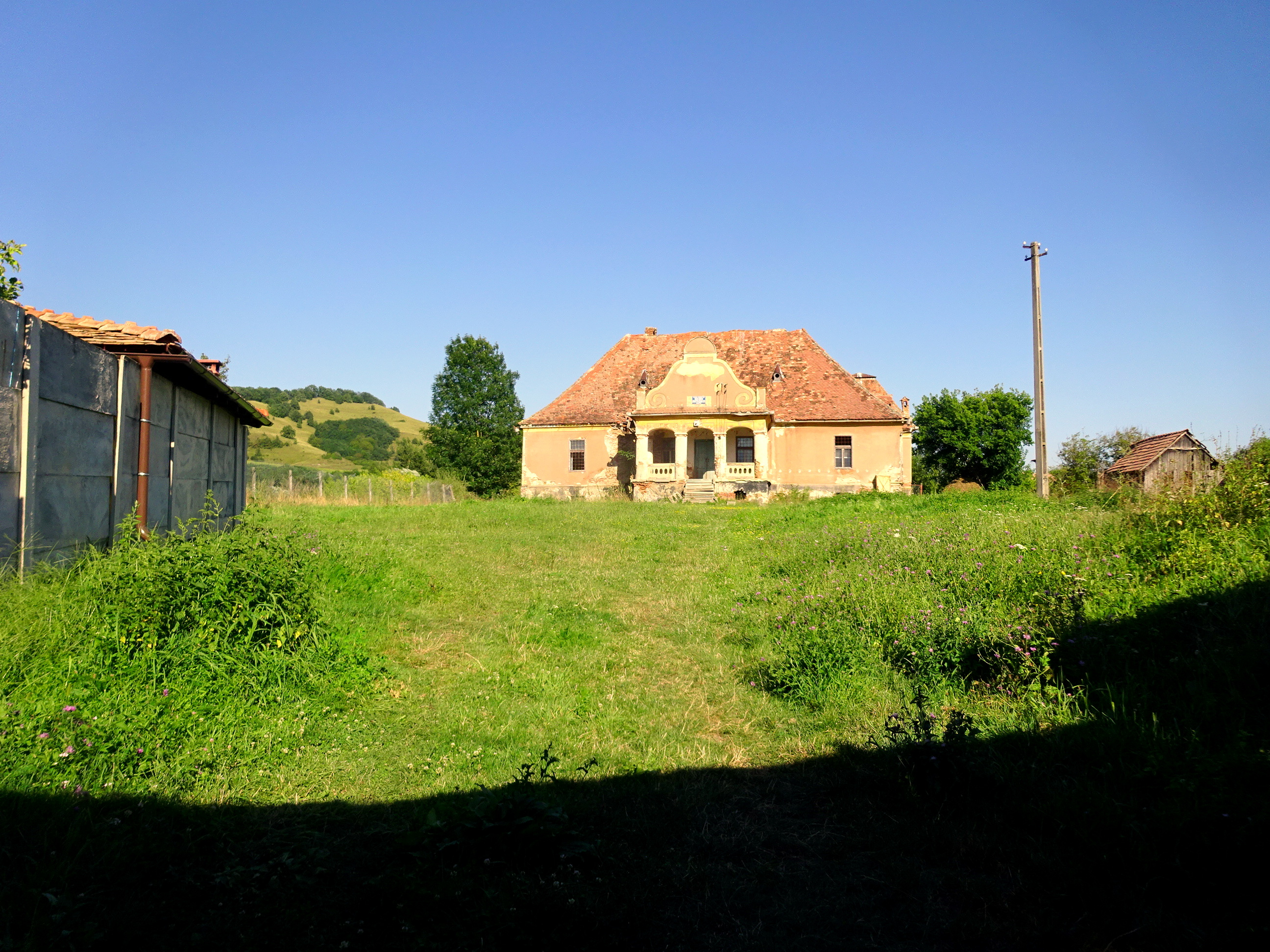
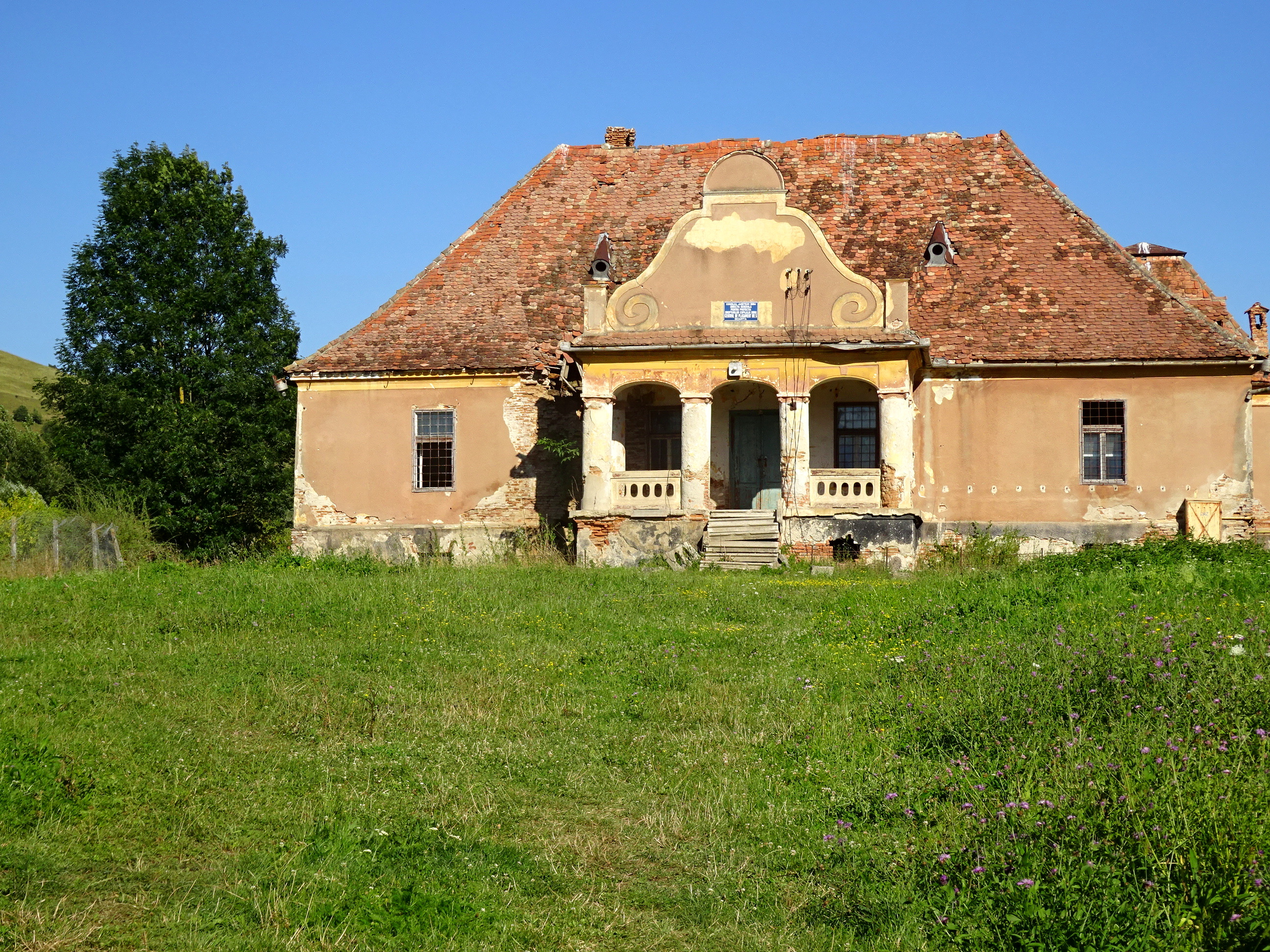
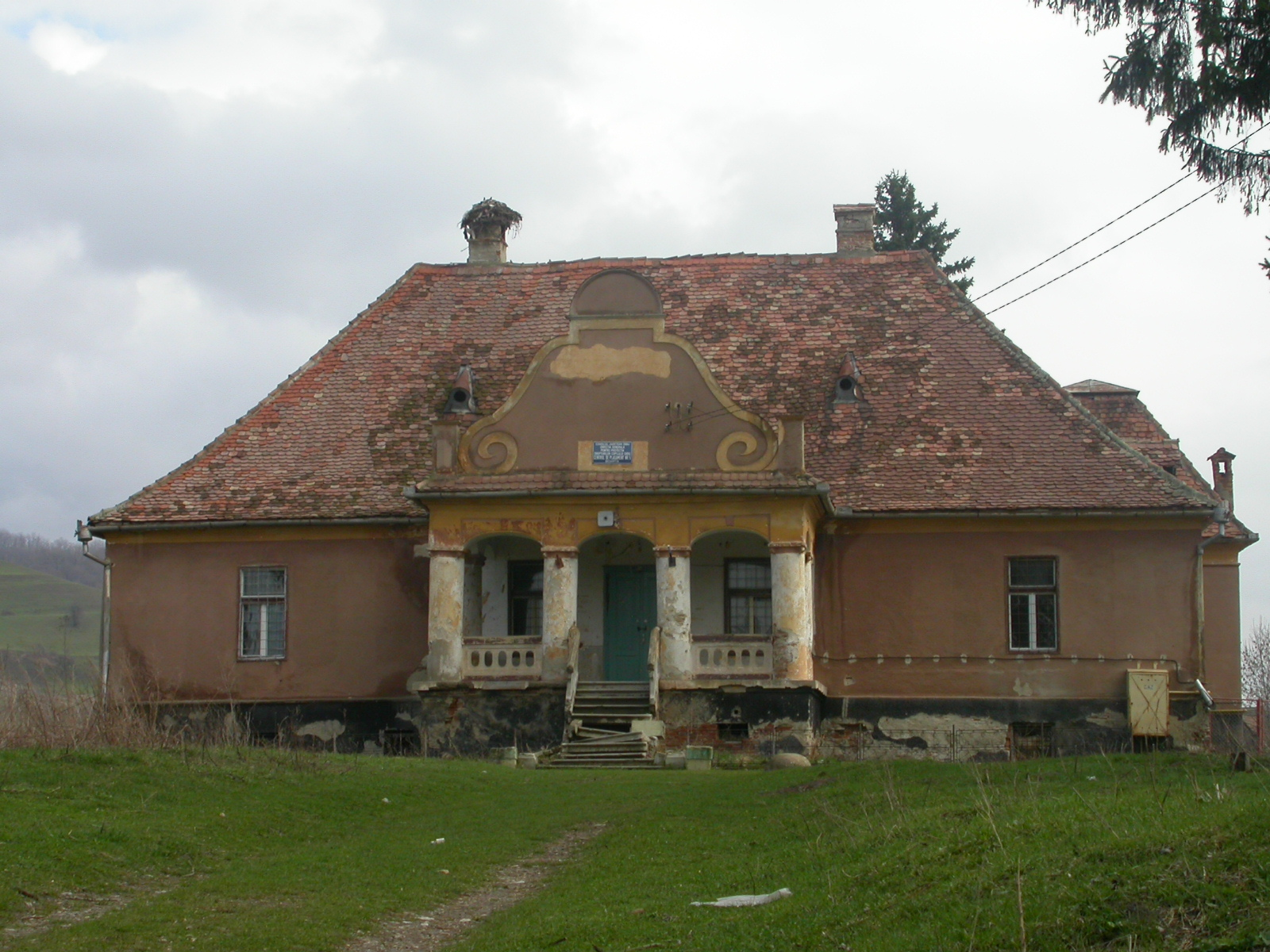
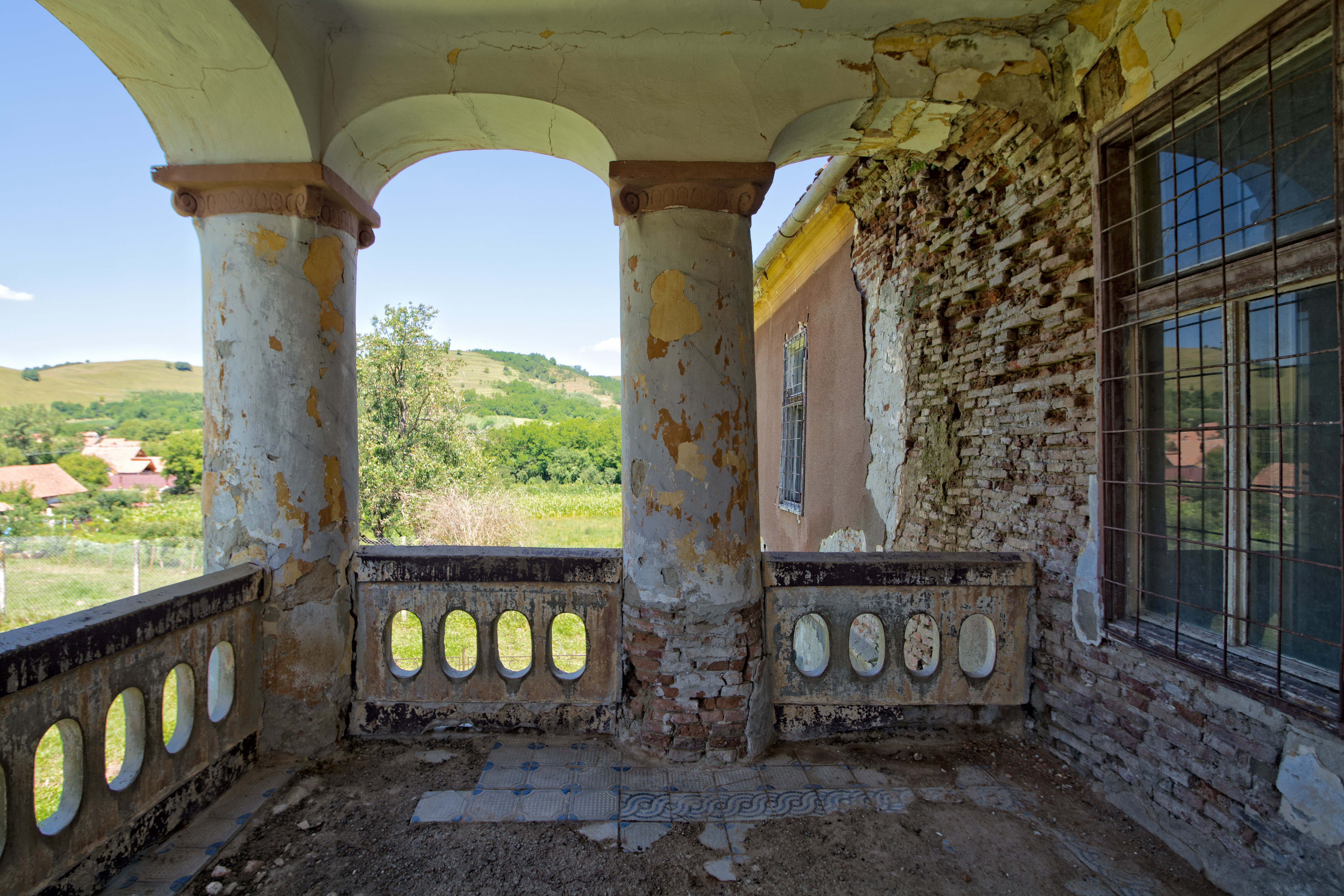
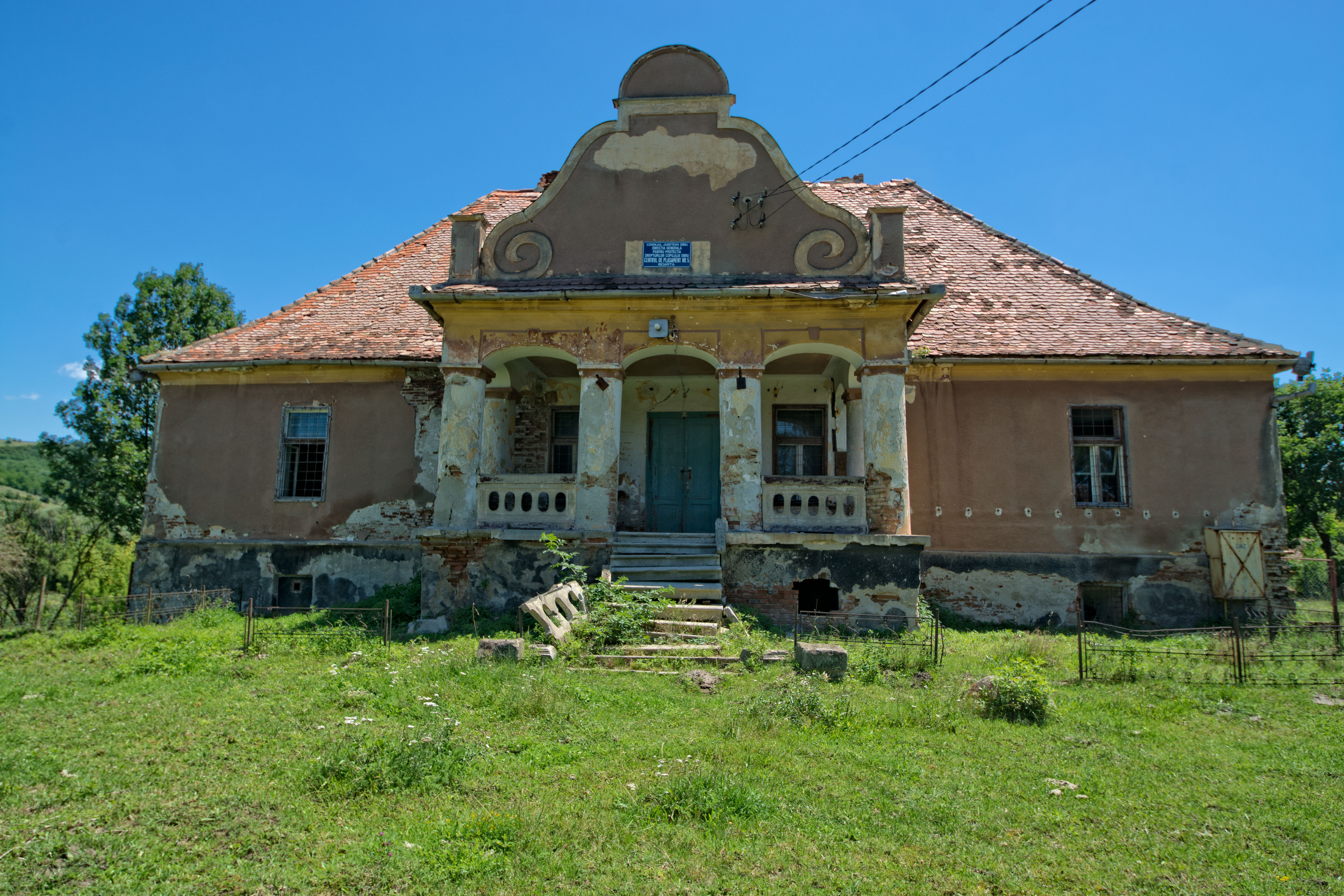
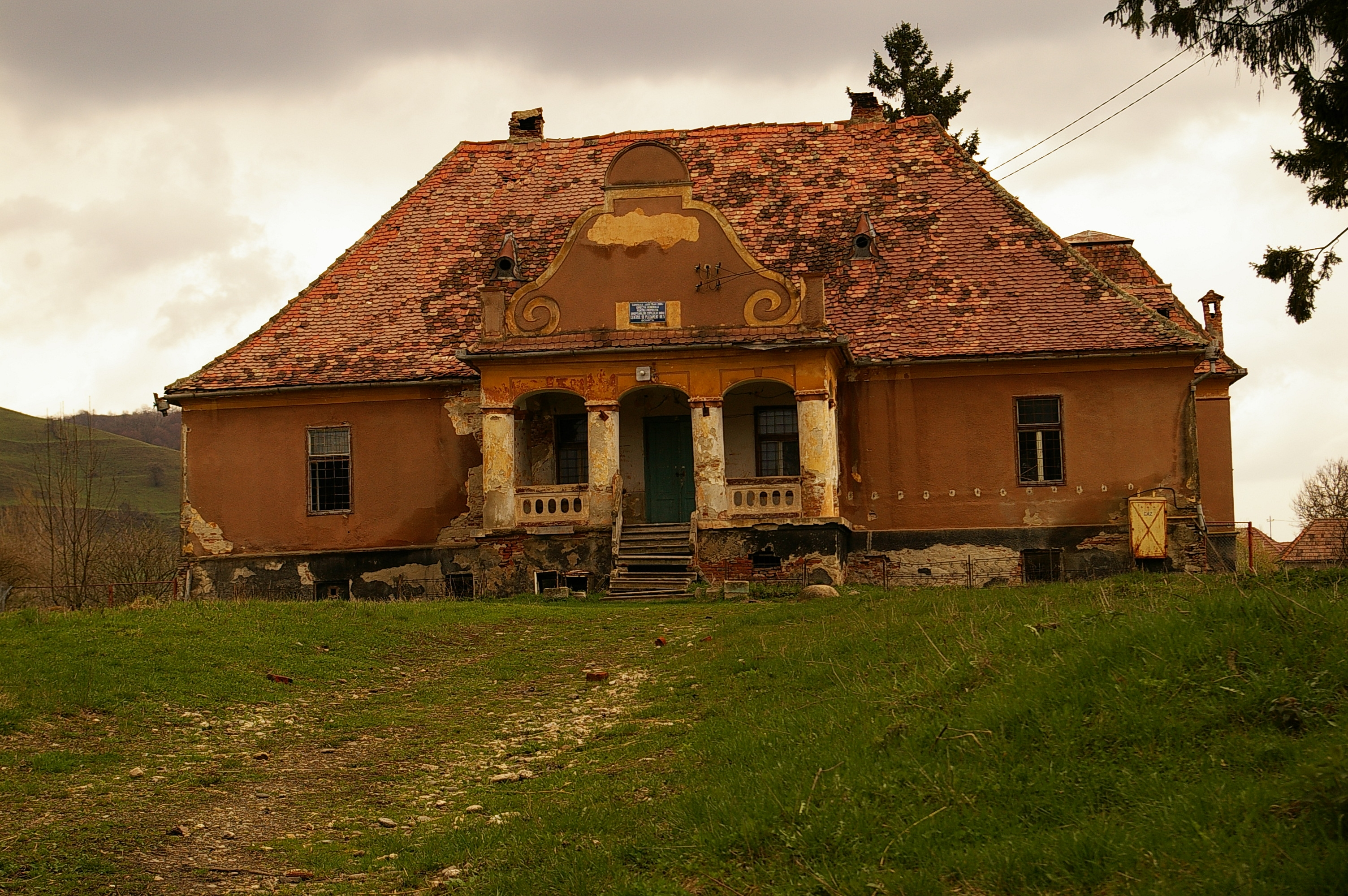